# Vlekstaarthaai
De vlekstaarthaai (Carcharhinus sorrah) is een haai uit de familie van de requiemhaaien.

## Natuurlijke omgeving
De vlekstaarthaai komt voor in de Indische Oceaan en het westen van de Grote Oceaan. Meer in detail in de Rode Zee en ten oosten van Afrika (inclusief Madagaskar, Mauritius en de Seychellen). Verder naar het westen van de Filipijnen naar het noorden tot China en naar het zuiden tot Australië en bij de Salomonseilanden.

## Synoniemen
- Carcharhinus bleekeri - (Duméril, 1865)[9]
- Carcharhinus spallanzani - (Péron & Lesueur, 1822)[10]
- Carcharias bleekeri - Duméril, 1865[9]
- Carcharias sorrah - Müller & Henle, 1839[2]
- Carcharias spallanzani - (Péron & Lesueur, 1822)[10]
- Carcharias taeniatus - Hemprich & Ehrenberg, 1899[11]
- Eulamia spallanzani - (Péron & Lesueur, 1822)[10]
- Galeolamna isobel - Whitley, 1947[12]
- Squalus spallanzani - Péron & Lesueur, 1822[10]

Zwartsnuithaai (C. acronotus) · Zilverpunthaai (C. albimarginatus) · Grootsnuithaai (C. altimus) · Sierlijke haai (C. amblyrhynchoides) · Grijze rifhaai (C. amblyrhynchos) · Varkensooghaai (C. amboinensis) · Borneohaai (C. borneensis) · Koperhaai (C. brachyurus) · Tolhaai (C. brevipinna) · Nerveuze haai (C. cautus) · Pacifische kleinstaarthaai (C. cerdale) · Witwanghaai (C. dussumieri) · Zijdehaai (C. falciformis) · Kreekhaai (C. fitzroyensis) · Galapagoshaai (C. galapagensis) · Pondicherryhaai (C. hemiodon) · Fijntandhaai (C. isodon) · Gladtandzwarttiphaai (C. leiodon) · Stierhaai (C. leucas) · Zwartpunthaai (C. limbatus) · Oceanische witpunthaai (C. longimanus) · Hardsnuithaai (C. macloti) · C. macrops · Zwartpuntrifhaai (C. melanopterus) · Schemerhaai (C. obscurus) · Caribische rifhaai (C. perezii) · Zandbankhaai (C. plumbeus) · Atlantische kleinstaarthaai (C. porosus) · Zwartstiphaai (C. sealei) · Nachthaai (C. signatus) · Vlekstaarthaai (C. sorrah) · Australische zwartpunthaai (C. tilstoni)